# Las Vegas Raiders
I Las Vegas Raiders sono una squadra professionistica di football americano della National Football League (NFL) con sede a Las Vegas. La loro storia inizia come Oakland Raiders, nel 1960, quando si aggregano alla American Football League (AFL), per poi diventare membri della NFL a partire dal 1970, anno della fusione tra AFL e NFL. I Raiders partecipano al campionato NFL nella West Division della American Football Conference, giocando le partite casalinghe presso l'Allegiant Stadium. A partire dalla stagione 2020, la squadra fu trasferita a Las Vegas, Nevada, spostamento approvato con una votazione quasi unanime dei proprietari della NFL il 27 marzo 2017.
Al 2024, con 65 stagioni giocate, i Raiders vantano 509 vittorie, 480 sconfitte e 11 pareggi ed un record nei play-off di 25 vittorie e 20 sconfitte.
In tutta la loro storia, i Raiders hanno ottenuto 15 titoli divisionali (di cui tre nella American Football League e 12 nella NFL), 3 Super Bowl, 4 titoli della American Football Conference ed un titolo della defunta AFL. Al 2022 complessivamente 30 Raiders tra ex giocatori (26), capi-allenatori (2) e dirigenti (2) sono entrati a far parte della Pro Football Hall of Fame.
Durante le prime tre stagioni della loro storia (1960-1962), i Raiders hanno dovuto affrontare diverse difficoltà sia dentro che fuori dal campo. Nel 1963 però la squadra assunse come capo-allenatore Al Davis, che negli anni seguenti diventerà proprietario e general manager della squadra. Sotto la sua guida, i Raiders raccolsero i primi successi. Nel 1967 riusciranno a qualificarsi per la prima volta ai play-off, vincendo per la prima ed unica volta il titolo AFL battendo in finale gli Houston Oilers, per poi venire sconfitti dai Green Bay Packers nel Super Bowl II.
Saranno gli anni '70 a vedere i Raiders raggiungere la gloria: in questo decennio infatti vincono per sei volte il titolo di division e raggiungono la finale della AFC in altrettante 6 occasioni. Il primo titolo NFL arriva nel 1976 quando, in occasione del Super Bowl XI sconfiggono i Minnesota Vikings. Il secondo titolo giunge inaspettatamente nel 1980 battendo i Philadelphia Eagles nel Super Bowl XV, divenendo così la prima squadra della lega a vincere il titolo dopo essersi qualificata ai play-off come wild card. Dopo essersi trasferiti a Los Angeles l'anno precedente, nel 1983 i Raiders sconfiggono i Washington Redskins nel Super Bowl XVIII ottenendo il terzo e per ora ultimo titolo NFL della propria storia. Dopo la stagione 1985, infatti, il club si avvia verso un declino che durerà un decennio: nelle nove stagioni seguenti a Los Angeles riuscirà a vincere soltanto un titolo di division (nella stagione 1990) e due partite di play-off. Nel 1995 la franchigia riporta la sua sede a Oakland.
A cavallo fra la fine degli anni '90 e l'inizio degli anni 2000, gli Oakland Raiders riescono a risorgere dalle ceneri, seppur per un breve periodo. Una rinascita che culmina nella stagione 2002, quando escono sconfitti dal Super Bowl XXXVII per mano dei Tampa Bay Buccaneers. Da quel momento in poi la franchigia si avvia a una crisi profonda: per 13 stagioni i Raiders non sono riusciti mai a raggiungere i play-off e neanche ad ottenere un record stagionale positivo. Il periodo negativo ha avuto termine tornando alla post-season nel 2016.
Nel 2020 la franchigia si trasferisce a Las Vegas ed inaugura il suo nuovo stadio: l'Allegiant Stadium.
Al 2024, secondo la rivista Forbes, il valore dei Raiders è di circa 6,7 miliardi di dollari, settimi tra le franchigie della NFL.

## Storia

### I primi anni (1959-1962)
Anche se il progetto iniziale era quello di chiamare la squadra Oakland Señors, prima dell'inizio della stagione 1960 la squadra assume il nome definitivo di Oakland Raiders. Dopo aver rifiutato le offerte dei Washington Redskins (NFL) e dei Los Angeles Chargers (AFL), ad essere nominato primo head coach della storia della franchigia è Eddie Erdelatz, nativo di San Francisco e reduce da una grande carriera di allenatore nel college football durante gli anni '50. Ma la prima stagione dei Raiders non si avvia sotto buoni auspici, non potendo fare altro che scegliere per ultimi i giovani talenti provenienti dai college. Il roster della stagione 1960 è composto di 42 elementi, di cui soltanto 14 veterani e ben 29 giocatori al primo anno tra i professionisti (rookie). Fra questi ultimi però c'è il centro (e futuro nominato alla Hall of Fame) Jim Otto e il quarterback Tom Flores (che sarà head coach dei Raiders dal 1979 al 1987). Al loro debutto, i Raiders di Erdelatz ottengono 6 vittorie e 8 sconfitte. Ma nella stagione seguente, Erdelatz entra in conflitto con la dirigenza dei Raiders e dopo una disastrosa partenza (nelle prime due partite i nero-argento incassano 99 punti senza segnarne nemmeno uno), il 18 settembre 1961 i Raiders lo licenziano.
Dopo il licenziamento di Erdelatz, il 24 settembre 1961 viene nominato nuovo head coach Marty Feldman. Nel 1961 i Raiders finiscono la stagione con un record di 2-12. Feldman rimane in carica con l'inizio della stagione 1962, ma dopo un avvio di 5 sconfitte e nessuna vittoria, viene licenziato anche lui. Al suo posto assume il comando delle operazioni Red Conkright, che riesce ad ottenere soltanto una vittoria. Il record stagionale del 1962 è un pesantissimo 1-13. Ne fa le spese naturalmente Conkright, che però rimane all'interno del coaching staff dei Raiders con un ruolo di "mentore" per il futuro allenatore. Sotto la guida dei suoi primi tre allenatori, il record complessivo dei Raiders è un disastroso 9-33.

### La American Football League e Al Davis (1963-1969)

#### 1963-1966: Al Davis diventahead coachegeneral manager
Dopo la fallimentare stagione 1962, F. Wayne Valley (uno degli otto proprietari degli Oakland Raiders) decide di assumere Al Davis nel ruolo di head coach e general manager. Alla giovane età di 33 anni, Davis è stato il più giovane ad aver assunto entrambi i ruoli nella storia del football americano professionistico. Appena arrivato, Davis si assume la responsabilità di rivoluzionare il gioco dei Raiders in senso più "verticale" (come lui stesso definirà), implementando un gioco offensivo più aggressivo sulla scorta dell'attacco sviluppato dall'head coach dei Chargers Sid Gillman. Al suo primo anno sulla panchina, nel 1963 i Raiders di Al Davis migliorano improvvisamente ottenendo 10 vittorie e 4 sconfitte (lo stesso Davis viene nominato Coach of the Year della American Football League) e nella stessa stagione, l'8 settembre 1963 debutta la famosa divisa da gara ufficiale nera e argento. Dopo una lieve flessione nella stagione 1964 (5-7-2), i Raiders tornano a vincere nel 1965, ottenendo 8 vittorie, 5 sconfitte e 1 pareggio.

#### 1966: John Rauch nuovohead coach
Avendo ricevuto la nomina a Commissioner della American Football League, nell'aprile 1966 Al Davis è costretto a passare la carica di head coach al suo assistente, John Rauch. Ma soltanto un paio di mesi dopo la AFL si unisce alla National Football League e quindi la sua nomina non ha più ragione di esistere. Dopo una trattativa con Valley per ritornare ai Raiders, il 25 luglio 1966 Al Davis acquista una quota di minoranza della squadra (il 10%, con un investimento di 18.000 dollari).
Rauch guida i Raiders ad una stagione 1966 che si conclude con un record identico a quello della stagione precedente (8-5-1), finendo secondi nella AFL West Division.

#### 1967-1968: i Raiders vincono il titolo AFL
Tornato alla guida dei Raiders, Al Davis assembla e allena una squadra che migliora a vista d'occhio. Con al suo fianco John Rauch (successore designato ma che formalmente detiene il ruolo di head coach), e grazie alle prestazioni del quarterback Daryle Lamonica (arrivato ad Oakland dai Buffalo Bills), Al Davis conduce i Raiders in una stagione 1967 che si conclude con 13 vittorie ed una sola sconfitta e la vittoria del titolo AFL, battendo in finale gli Houston Oilers con un netto 40-7. Con la vittoria contro gli Oilers i Raiders ottengono quindi il diritto di disputare a Miami il Super Bowl II contro i Green Bay Packers del leggendario Vince Lombardi, da cui però ne escono sconfitti 33-14. La stagione seguente il record stagionale è 12-2, ma nella finale AFL contro i New York Jets ne usciranno sconfitti di misura (27-23). A causa dei conflitti con la proprietà e soffocato dalla figura ingombrante di Davis, il 16 gennaio 1969 John Rauch si dimette da head coach, accasandosi nello stesso ruolo ai Buffalo Bills.

#### 1969: comincia l'era Madden
Dopo essere stato, durante i primi anni '60, defensive assistant coach della San Diego State University (sotto l'head coach Don Coryell, di cui Madden dichiarerà sempre la sua influenza), John Madden arriva ai Raiders nel 1967 assunto da Al Davis per il ruolo di allenatore dei linebackers. Il 4 febbraio 1969, dopo l'addio di John Rauch, Madden diventa quindi il sesto allenatore della storia dei Raiders. Sotto la guida di Madden, nel 1969 i Raiders vincono la AFL West Division con un record di 12-1-1. Dopo aver distrutto gli Houston Oilers il 20 dicembre 1969 nella gara di playoff (56-7), i Raiders escono però sconfitti dalla finale di conference il 4 gennaio 1970, battuti dai Kansas City Chiefs di Hank Stram con il punteggio di 17-7.

### La fusione fra AFL e NFL (1970-1978)

#### 1970-1971
Nel 1970 avviene la fusione fra AFL e NFL e i Raiders vengono aggregati alla Western Division della American Football Conference (insieme alle stesse squadre che formavano la AFL West Division fino al 1969, ad eccezione dei Cincinnati Bengals) nella nuova National Football League. Nella prima stagione della nuova lega, i Raiders vincono la AFC West Division con un record di 8-4-2 arrivando fino alla finale di conference, da dove ne escono sconfitti per mano dei Baltimore Colts. Nonostante una stagione 1971 in cui riottengono lo stesso record della stagione precedente, i Raiders non riescono né a rivincere la AFC West, né a qualificarsi per i playoff nonostante siano in grado di schierare giocatori del calibro di Ron Mix ed una linea offensiva con gli offensive takle Art Shell e Bob Brown, l'offensive guard Gene Upshaw e il centro Jim Otto (tutti giocatori futuri nominati nella Hall of Fame).

#### 1972-1978: il primo titolo (il Super Bowl XI del 1976)

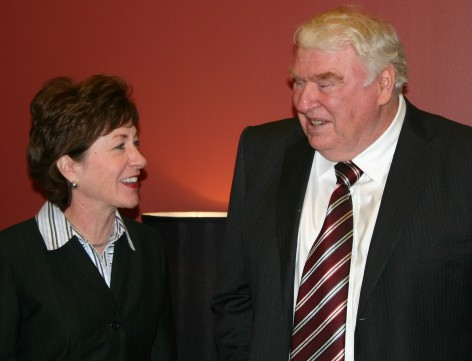
John Madden fu l'allenatore del primo Super Bowl vinto dai Raiders.

I Raiders degli anni '70 hanno giocatori di livello assoluto, con ben 8 giocatori successivamente eletti nella Hall of Fame oltre allo stesso John Madden. Una serie di successi costruiscono il "mito" dei Raiders come una squadra temutissima per la sua superiorità fisica ed atletica. Grazie soprattutto ad una difesa dominante (che si avvale anche dei placcaggi durissimi delle safety Jack Tatum e George Atkinson e del cornerback Skip Thomas), i Raiders vincono regolarmente la AFC West ed accedono ai playoff in quasi ogni stagione. Nel periodo 1973-1977 i Raiders riescono a raggiungere sempre la finale di conference.
E gli anni '70 sono anche gli anni della splendida rivalità tra i Raiders e i Pittsburgh Steelers, le due squadre più forti della American Football Conference e, forse, di tutta la lega. Ai playoff i Raiders incontrano spesso gli Steelers e, fra il 1974 e il 1976, per ben 3 volte la squadra vincente della sfida Steelers-Raiders vince il Super Bowl. E l'attenzione mediatica si concentra su questa rivalità, influenzata da giocate controverse, placcaggi disperati, accuse reciproche e dichiarazioni pubbliche.
Nel 1969 John Madden venne nominato nuovo capo-allenatore, portando i Raiders durante gli anni 70 a imporsi come una delle migliori squadre della lega, vincendo sette titoli di division e il Super Bowl XI contro i Minnesota Vikings nel 1976. MVP della partita fu il ricevitore Fred Biletnikoff che ricevette 4 passaggi per 79 yard. Giocatori di rilievo durante questo decennio oltre a Biletnikoff, furono gli Hall of Famer Ken Stabler Dave Casper, Art Shell e Gene Upshaw. Nel frattempo, Davis acquisì diverse quote societarie, diventando il proprietario della franchigia.

### Da Oakland a Los Angeles e ritorno (1979-2001)

#### 1979-1981: Flores, Plunkett e il secondo Super Bowl

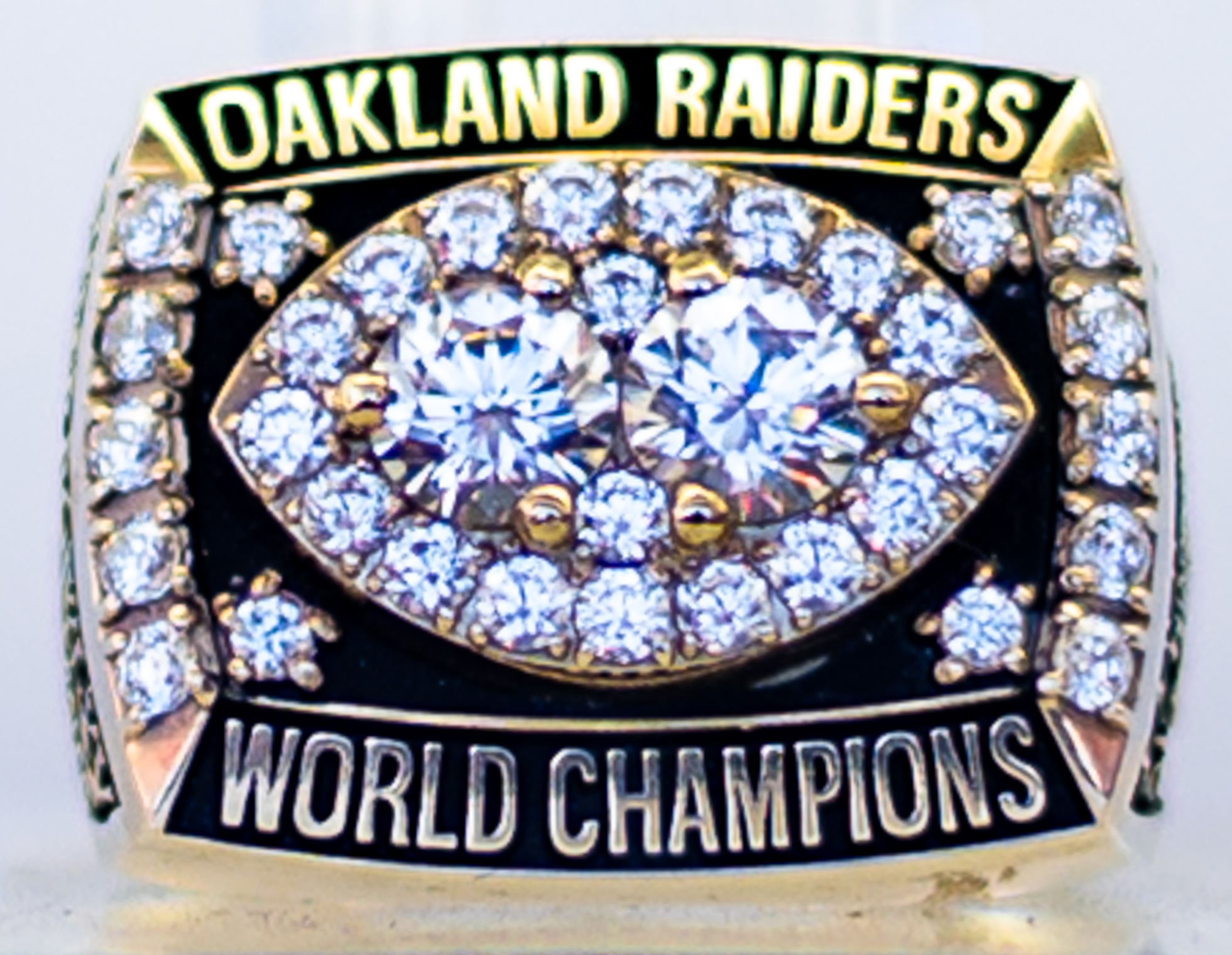
L'anello dei Raiders per la vittoria del Super Bowl XV.

Nel 1979 subentrò un nuovo allenatore, Tom Flores, primo allenatore di origine ispanica nella storia della NFL. Sotto la sua direzione i Raiders continuarono a dominare la lega nella prima metà degli anni ottanta. Nel 1980, il popolare quarterback Ken Stabler fu scambiato con gli Houston Oilers. Nella quinta settimana della stagione, il quarterback titolare Dan Pastorini si ruppe una gamba e fu rimpiazzato dall'ex prima scelta assoluta Jim Plunkett. Plunkett guidò Oakland a un record di 11-5 ottenendo una wild card per i playoff. Lì i Raiders superarono Houston Oilers, Cleveland Browns e San Diego Chargers, qualificandosi per il Super Bowl XV, vincendolo contro i favoriti Philadelphia Eagles, divenendo la prima squadra qualificatasi ai playoff come wild card a vincere il Super Bowl.

#### 1982-1994: gli anni a Los Angeles e il terzo Super Bowl

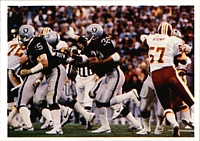
Marcus Allen nel Super Bowl XVIII

Prima della stagione 1980, Al Davis tentò senza successo di ammodernare l'Oakland Coliseum, portandolo a trasferire la squadra nel 1982 a Los Angeles. Nella nuova città, nella stagione 1983, la squadra terminò con un record di 12–4 ed ottenne delle vittorie convincenti contro Steelers e Seattle Seahawks nei playoff. Contro i favoriti Washington Redskins nel Super Bowl XVIII, i Raiders vinsero nettamente per 38-9 conquistando il loro terzo Super Bowl. Miglior giocatore della partita fu il running back al secondo anno Marcus Allen.
Nel 1988 giunse alla corte dei Raiders l'ottavo head coach, Mike Shanahan, proveniente dallo staff dei Denver Broncos. Dopo una stagione terminata con il record di 7 vinte e 9 perse, nella stagione successiva una partenza molto negativa (una vinta e 3 perse) ne causò l'esonero. Al suo posto giunse Art Shell, diventando il primo capo-allenatore afro-americano della storia della NFL. Shell rimase fino alla stagione 1994, l'ultimo anno dei Raiders a Los Angeles.

#### 1995-2001: ritorno a Oakland
Nel 1995 i Raiders fecero ritorno a Oakland, diretti dal nuovo allenatore Mike White. Nonostante un inizio positivo, i Raiders non riuscirono più a conquistare i playoff e di conseguenza dopo tre stagioni White venne esonerato.
Nella stagione 1997 arrivò Joe Bugel, il quale rimase alla guida della squadra per una sola stagione, venendo sostituito da Jon Gruden che rimane con i Raiders fino alla stagione 2001, riportando la squadra agli antichi fasti dopo un decennio negativo. La miglior stagione della gestione Gruden fu quella del 2000 terminata con un record di 12-4. Guidata dal quarterback veterano Rich Gannon, Oakland vinse il suo primo titolo di division dal 1990, giungendo fino alla finale della AFC, dove fu sconfitta 16–3 dai futuri vincitori del Super Bowl, i Baltimore Ravens.

### Gli ultimi anni della gestione Al Davis (2002-2011)

#### 2002-2009: dal Super Bowl XXXVII al record di stagioni negative
Nella stagione 2002 Bill Callahan divenne il tredicesimo allenatore della storia della società, portando la squadra fino al Super Bowl XXXVII, dove venne sconfitta contro i Tampa Bay Buccaneers dell'ex allenatore Jon Gruden che intercettò Gannon, nominato quell'anno MVP della NFL, un numero record di 5 volte.
A fine stagione 2003 Callahan venne esonerato e sostituito da Norv Turner. I risultati ottenuti furono però deludenti e nel 2005 Davis decise di richiamare Art Shell, che concluse col peggior record della lega. Con la prima scelta assoluta del Draft NFL 2007 i Raiders scelsero il quarterback da LSU JaMarcus Russell, una selezione negativa che condizionò la franchigia per diversi anni a venire.
Il 22 gennaio 2007 dopo stagioni di insuccessi venne nominato il sedicesimo allenatore, Lane Kiffin, il più giovane nella storia dei Raiders. A distanza di meno di due anni, a causa dei risultati pessimi e del rapporto negativo con Al Davis, Kiffin viene esonerato, sostituito a stagione in corso da Tom Cable, già coordinatore offensivo della squadra.

#### 2010-2011: pareggi e la morte di Al Davis
Nella stagione 2010 i Raiders, dopo 7 anni terminati con un record negativo, chiusero la stagione in pareggio (8 vinte e 8 perse), vincendo tutte le 6 partite della propria division ma non ottenendo la qualificazione ai playoff, diventando la prima squadra dal 1970 a non raggiungere i playoff pur chiudendo la stagione regolare senza sconfitte nella propria division. Dopo pochi giorni dalla fine della stagione, Cable decise di ritirarsi.
Il 17 gennaio 2011 fu nominato come diciassettesimo allenatore l'ex-coordinatore offensivo Hue Jackson. L'8 ottobre 2011 morì all'età di 82 anni lo storico proprietario Al Davis. A metà stagione, con un record di 7 vittorie e 4 sconfitte per i Raiders i play-off sembravano un risultato alla portata di Oakland, ma dopo una serie di tre sconfitte consecutive e la sconfitta con i rivali dei Kansas City Chiefs, la stagione si è conclusa con un altro risultato finale in pareggio: 8 vittorie e 8 sconfitte.

### L'inizio della gestione di Mark Davis (2012-2016)

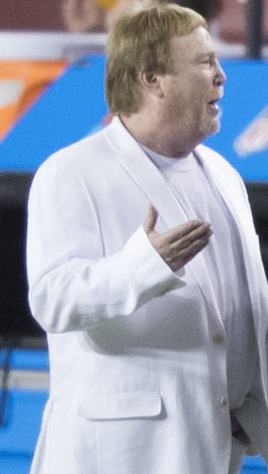
Mark Davis, figlio di Al, subentrato dal 2011 nella proprietà dei Raiders.

#### 2012-2013: la stagioni con Dennis Allen
Il 6 gennaio 2012 venne assunto il nuovo general manager Reggie McKenzie. Il 10 dello stesso mese, Hue Jackson venne esonerato e sostituito da Dennis Allen che concluse la stagione 2012 con un altro pessimo record di 4-12, venendo tuttavia confermato.  Dopo un 2013 chiuso con 4 vittorie e 12 sconfitte, Allen fu licenziato dopo avere perso tutte le prime quattro partite della stagione 2014. A sostituirlo fino alla fine della stagione fu il coordinatore offensivo Tony Sparano. Il 2014 terminò con 3 vittorie e 13 sconfitte.

#### 2014-2016: ritorno ai play-off con Derek Carr
Il 14 gennaio 2015 fu annunciato l'arrivo di Jack Del Rio come capo allenatore. I Raiders, col nuovo quarterback rookie Derek Carr conclusero il 2015 migliorando il bilancio vittorie-sconfitte dell'anno precedente, salendo a 7-9. Nel 2016 la squadra tornò per la prima volta ai playoff dopo la sconfitta nel Super Bowl della stagione 2002, vincendo la propria division con un record 12-4. A causa dell'infortunio di Carr nel finale della stagione regolare, la squadra fu però subito eliminata nel primo turno della post-season. Khalil Mack invece fu premiato come difensore dell'anno.

### Ultime stagioni ad Oakland (2017-2019)
Il 27 marzo 2017 i proprietari delle squadre della NFL si pronunciarono a favore (31 favorevoli e 1 contrario) della richiesta dei Raiders di spostare la loro sede a Las Vegas. Vi fu costruito un nuovo stadio, finanziato per 750 milioni di dollari da fondi pubblici e per 500 milioni stanziati congiuntamente dai Raiders stessi e dalla NFL. Ulteriori finanziamenti furono garantiti dalla Bank of America. La decisione di spostare nuovamente la "casa" dei Raiders fu presa in seguito al mancato impegno degli enti pubblici californiani per la costruzione di un nuovo stadio a Oakland, e dopo il rifiuto della NFL di accettare un piano del 2016 per cui i Raiders avrebbero diviso con i Chargers uno stadio a Carson, nei sobborghi di Los Angeles. Il trasferimento fu ufficializzato il 22 gennaio 2020.
Prima della stagione 2017 i Raiders estesero il contratto del quarterback Derek Carr per cinque anni a 125 milioni di dollari, record per la NFL. La stagione, partita con l'aspettativa di tornare per il secondo anno di fila ai playoff, fu invece molto deludente chiusa con il record 6-10. Dopo l'ultima partita stagionale persa contro i Los Angeles Chargers 20-30, Mark Davis licenziò il capo-allenatore Del Rio, a cui era stato esteso il contratto per quattro anni ad inizio stagione.
Il 6 gennaio 2018 i Raiders annunciarono il ritorno come capo-allenatore di Jon Gruden che da nove anni faceva l'analista per ESPN nel Monday Night Football. Mark Davis, che voleva assumere Gruden da sei anni, gli offrì un contratto di 10 anni dal valore stimato di 100 milioni di dollari. L'arrivo di Gruden fu caratterizzato da importanti scambi, con Khalil Mack ai Chicago Bears per due scelte al primo turno del draft e Amari Cooper ai Dallas Cowboys per un'altra scelta al primo turno. Fu inoltre licenziato il direttore generale Reggie McKenzie sostituito dal 2019 da Mike Mayock, esperto di draft di NFL Network. La stagione 2018 fu comunque negativa per la squadra che chiuse con un record di 4-12 e all'ultimo posto della AFC West, cosa che non succedeva dal 2014.
In quella che sarebbe stata l'ultima stagione del secondo periodo ad Oakland, la stagione 2019, i Raiders migliorarono di tre vittorie rispetto all'anno precedente ma sempre chiudendo con un record negativo di 7-9.

### Trasferimento a Las Vegas (2020-presente)

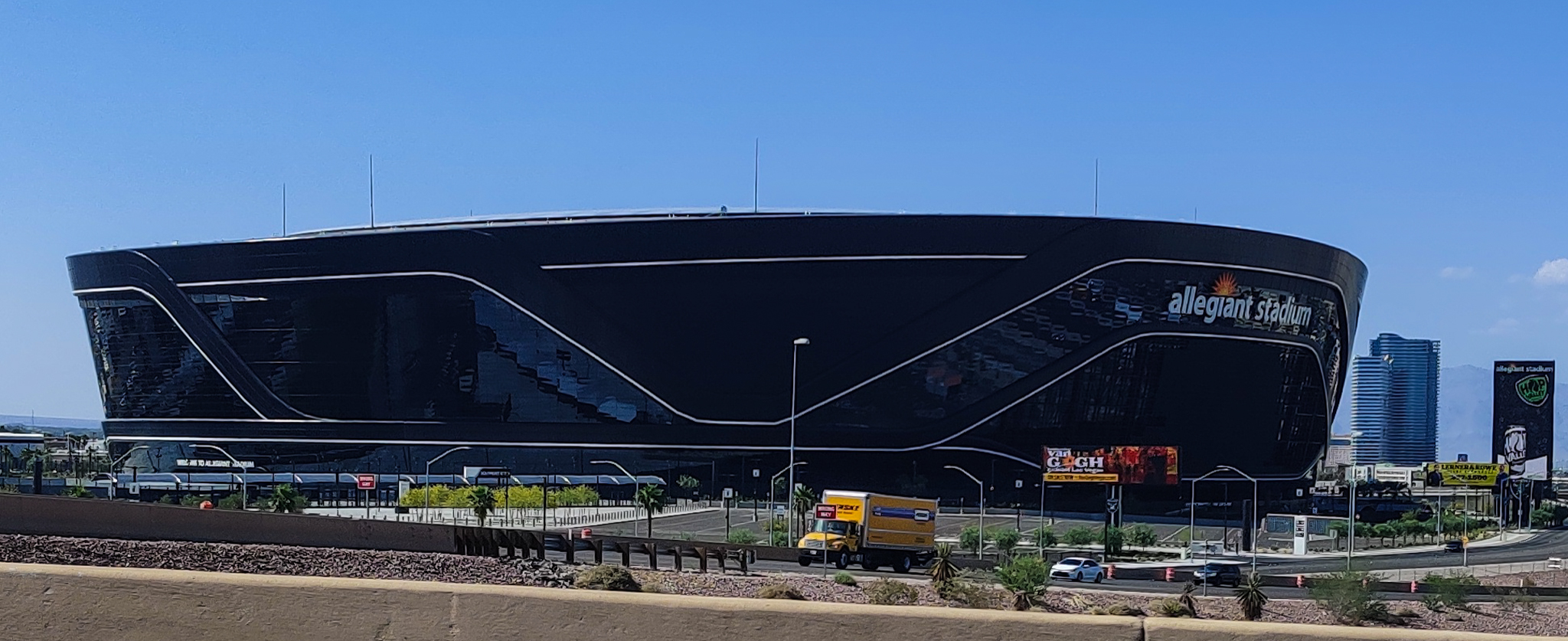
L'Allegiant Stadium, nuovo stadio dei Raiders a Las Vegas dal 2020.

#### 2020-2021: le ultime stagioni di Gruden
Il 22 gennaio 2020 fu annunciato il trasferimento effettivo dei Raiders a Las Vegas. Nella loro prima stagione nel Nevada, la 2020, i Raiders giocarono le partite casalinghe nel nuovo Allegiant Stadium senza tifosi a causa della pandemia di COVID-19. Dopo essersi portati su un record 6-3, chiusero la stagione in pareggio 8-8 non qualificandosi ai playoff per la quarta stagione di fila.
La stagione 2021 fu caratterizzata soprattutto da problemi fuori dal campo: prima della partita della settimana 5 contro i Chicago Bears furono pubblicate delle e-mail di Jon Gruden quando era commentatore sportivo per la ESPN in cui si esprimeva con termini razzisti. In seguito alla pubblicazione di altre email pubblicate dal New York Times in cui usava termini misogini e omofobi, Gruden si dimise l'11 ottobre 2021. La squadra fu affidata al coordinatore degli special team Rich Bisaccia. Dopo la vittoria contro i Denver Broncos nella partita della settimana 6 Mark Davis dichiarò che i Raiders sono contrari a commenti come quelli fatti da Gruden. Il 2 novembre 2021 il wide receiver titolare Henry Ruggs fu arrestato con molteplici accuse dopo aver ucciso una donna in un incidente d'auto. Più tardi quel giorno, i Raiders svincolarono Ruggs. L'8 novembre 2021 il cornerback Damon Arnette fu svincolato dopo che fu reso pubblico un video in cui brandiva delle armi da fuoco. Fu invece positivo l'andamento in campo della squadra che chiuse la stagione regolare sul record di 10-7, arrivando seconda nella AFC West e qualificandosi alla post-season dopo cinque stagioni. Lì fu sconfitta nel Wild-Card round dai Cincinnati Bengals.

#### 2022-2023: La Patriots way di Josh McDaniels
La stagione 2022 vide l'arrivo del nuovo capo-allenatore Josh McDaniels, del nuovo general manager Dave Ziegler e del nuovo presidente Sandra Douglass Morgan, prima donna afro-americana a ricoprire tale ruolo nella NFL. Al quarterback Derek Carr fu prolungato di tre anni il contratto per 121,5 milioni di dollari e tramite scambio della prima e seconda scelta al draft fu acquisito il wide receiver Davante Adams dai Green Bay Packers. Al contempo vari giocatori selezionati come prime scelte nell'era Gruden furono scambiati o svincolati, mentre sul running back Josh Jacobs non fu usata l'opzione per prolungare di un anno, il quinto, il contratto da rookie. Partiti con l'obiettivo di qualificarsi ai playoff per il secondo anno di fila, i Raiders chiusero la stagione con un record negativo 6-11, terzi nella division e fuori dalla post-season. Derek Carr, autore di prestazioni giudicate insufficienti, fu accantonato nelle ultime due gare stagionali, sostituito dal quarterback di riserva. Josh Jacobs invece ebbe una stagione con prestazioni notevoli chiudendo come leader delle lega per yard corse, per la corsa più lunga, per la media delle yard corse per partita, per le yard guadagnate dalla linea di scrimmage e le all-purpose yard.
Nella stagione 2023 continuò il lavoro del duo McDaniels-Ziegler per portare a Las Vegas il modello di organizzazione e di filosofia che aveva caratterizzato gli anni vincenti di Bill Belichick nei New England Patriots, quella che fu giornalisticamente definita The Patriots Way e basata su una rigida disciplina e accondiscendenza dei giocatori alle esigenze della squadra e della dirigenza. In sostituzione di Derek Carr arrivò il veterano Jimmy Garoppolo, mentre con Josh Jacobs, dopo averlo bloccato con il franchise tag per non perderlo come free agent, fallì il tentativo di trovare un accordo pluriennale e ci si accordò per continuare insieme per un altro anno. Partiti con l'obiettivo di tornare ai playoff dopo un anno di assenza, i risultati sul campo però portarono a metà stagione ad un brusco cambio di direzione: McDaniels e Ziegler furono licenziati dopo l'ottava settimana, con la squadra sul record di 3 vittorie e 5 sconfitte, e fu nominato come capo-allenatore ad interim l'allenatore dei linebacker Antonio Pierce, che scelse di far giocare il quarterback rookie Aidan O'Connell al posto di Garoppolo. Sotto la guida di Pierce la squadra si rafforzò soprattutto nel gioco difensivo ma riuscì anche a migliorare il record di franchigia di punti segnati in una gara, segnandone 63 nella gara contro i Chargers. La stagione terminò sul record di 8 vittorie e 9 sconfitte, 2° nella AFC West ma fuori dai playoff per il secondo anno consecutivo.

#### 2024-presente: Tom Brady socio di minoranza

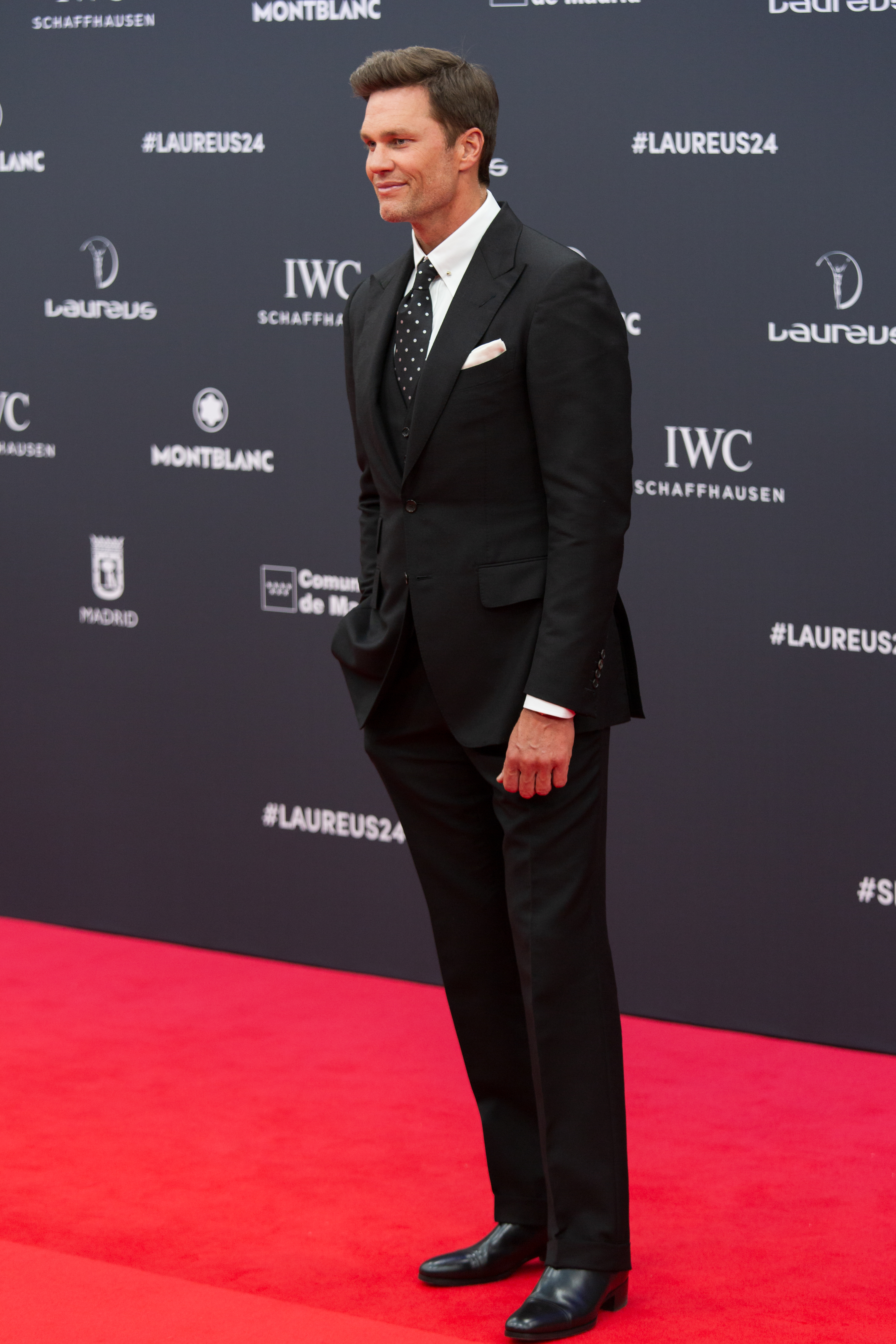
Tom Brady socio di minoranza dei Raiders dall'ottobre 2024

Il 15 ottobre 2024, dopo oltre un anno di discussione interna alla lega, i proprietari delle franchigie approvarono all'unanimità la partecipazione come socio di minoranza dei Raiders, con una quota complessiva del 10% di cui il 5% detenuto personalmente, dell'ex quarterback sette volte vincitore del Super Bowl, cinque volte MVP del Super Bowl e tre volte MVP della NFL, Tom Brady, ritirato dal campo nel 2022 e divenuto poi commentatore televisivo per la Fox. Sul campo, la stagione 2024 fu una delle peggiore degli ultimi anni, con la squadra già fuori dalla corsa play-off a metà della stagione regolare chiusa infine sul record di 4-13, con sei sconfitte su sei gare disputate contro gli avversari di division, e il capo-allenatore Pierce licenziato al termine dell'annata. La squadra fu quindi affidata all'esperto Pete Carroll.

## Titoli

### Campionati AFL
| Titoli dell'American Football League |            |         |                |           |
| Stagione                             | Allenatore | Città   | Avversario     | Punteggio |
| 1967                                 | John Rauch | Oakland | Houston Oilers | 40-7      |

### Super Bowl
| Super Bowl vinti |             |             |                     |           |            |
| Stagione         | Allenatore  | Città       | Avversario          | Punteggio | Super Bowl |
| 1976             | John Madden | Pasadena    | Minnesota Vikings   | 32-14     | XI         |
| 1980             | Tom Flores  | New Orleans | Philadelphia Eagles | 27-10     | XV         |
| 1983             | Tom Flores  | Tampa       | Washington Redskins | 38-9      | XVIII      |

## Loghi e uniformi
Le uniformi dal 1960 al 1962 erano di colore nero, oro e bianco; dal 1963 per le partite in casa la maglia è diventata nera, il numero in argento e i pantaloni sono in argento con strisce nere e argento. Per le partite fuori casa la divisa è composta da una maglia bianca con numeri neri e pantaloni argento con strip nere e argento. Il casco è di color argento con una striscia nera che parte dalla base fino alla visiera. Sul lato vi è un'immagine che raffigura uno scudo con all'interno una testa di un predone con un casco di football e delle sciabole incrociate.

## Membri importanti

### Membri della Pro Football Hall of Fame
La Pro Football Hall of Fame ha ammesso 30 giocatori che hanno giocato nei Las Vegas Raiders o che hanno fatto parte dell'organizzazione come dirigenti o allenatori. Nella tabella sono indicati in grassetto coloro che hanno prevalentemente passato la loro carriera con il club.

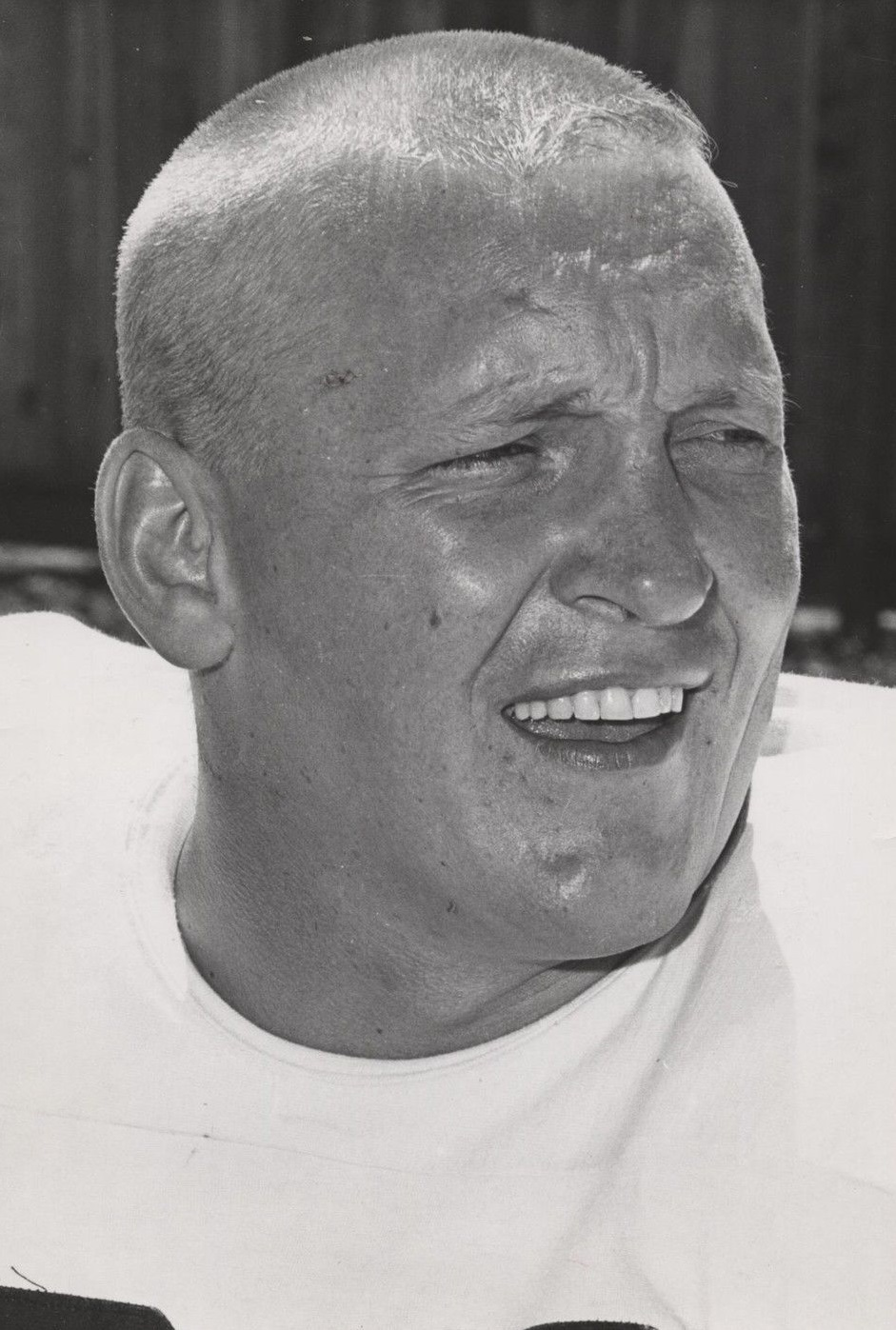
Jim Otto

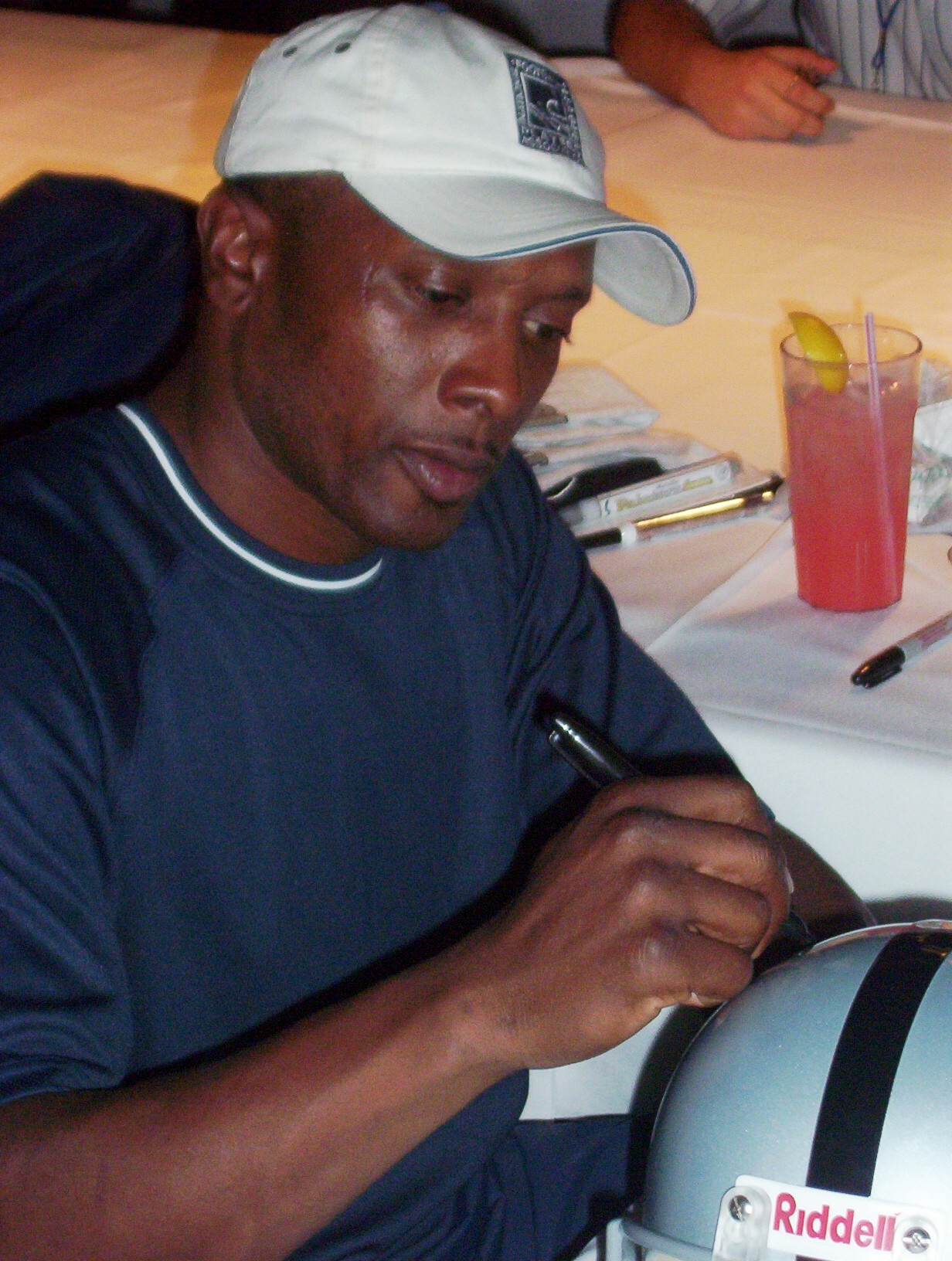
Tim Brown

| Hall of Famer degli Oakland/Los Angeles/Las Vegas Raiders |                  |                                  |                            |                       |
| N.                                                        | Nome             | Ruolo/i                          | Stagioni in maglia Raiders | Inserimento nella HOF |
| Giocatori                                                 |                  |                                  |                            |                       |
| 77                                                        | Ron Mix          | Offensive tackle                 | 1971                       | 1979                  |
| 00                                                        | Jim Otto         | Centro                           | 1960-1974                  | 1980                  |
| 16                                                        | George Blanda    | Quarterback, Placekicker, Punter | 1967-1975                  | 1981                  |
| 24                                                        | Willie Brown     | Cornerback                       | 1967-1978                  | 1984                  |
| 63                                                        | Gene Upshaw      | Guardia                          | 1967-1981                  | 1987                  |
| 14, 25                                                    | Fred Biletnikoff | Wide receiver                    | 1965-1978                  | 1988                  |
| 78                                                        | Art Shell        | Offensive tackle                 | 1968-1982                  | 1989                  |
| 83                                                        | Ted Hendricks    | Linebacker                       | 1975-1983                  | 1990                  |
| 22                                                        | Mike Haynes      | Cornerback                       | 1983-1989                  | 1997                  |
| 29                                                        | Eric Dickerson   | Running back                     | 1992                       | 1999                  |
| 75                                                        | Howie Long       | Defensive end                    | 1981-1993                  | 2000                  |
| 42                                                        | Ronnie Lott      | Safety                           | 1991-1992                  | 2000                  |
| 87                                                        | Dave Casper      | Tight end                        | 1974-1980, 1984            | 2002                  |
| 32                                                        | Marcus Allen     | Running back                     | 1982-1992                  | 2003                  |
| 80                                                        | James Lofton     | Wide receiver                    | 1987-1988                  | 2003                  |
| 76                                                        | Bob Brown        | Offensive tackle                 | 1971-1973                  | 2004                  |
| 26                                                        | Rod Woodson      | Safety                           | 2002-2003                  | 2009                  |
| 80                                                        | Jerry Rice       | Wide receiver                    | 2001-2004                  | 2010                  |
| 99                                                        | Warren Sapp      | Defensive tackle                 | 2004-2007                  | 2013                  |
| 8                                                         | Ray Guy          | Punter                           | 1973-1986                  | 2014                  |
| 81                                                        | Tim Brown        | Wide Receiver                    | 1988-2003                  | 2015                  |
| 12                                                        | Ken Stabler      | Quarterback                      | 1970-1979                  | 2016                  |
| 18                                                        | Randy Moss       | Wide Receiver                    | 2005-2006                  | 2018                  |
| 24                                                        | Charles Woodson  | Cornerback                       | 1998-2005, 2013-2015       | 2021                  |
| 21                                                        | Cliff Branch     | Wide Receiver                    | 1972-1986                  | 2022                  |
| 92                                                        | Richard Seymour  | Defensive end                    | 2009-2012                  | 2022                  |
| Non giocatori                                             |                  |                                  |                            |                       |
|                                                           | Al Davis         | Proprietario                     | 1963-2011                  | 1992                  |
|                                                           | John Madden      | Allenatore                       | 1969-1978                  | 2006                  |
|                                                           | Ron Wolf         | Direttore osservatori            | 1963-1974, 1979-1989       | 2015                  |
| 15                                                        | Tom Flores       | Allenatore                       | 1972-1987                  | 2021                  |

### Vincitori del premio di MVP della NFL
| MVP della NFL con i Raiders |              |              |
| Anno                        | Giocatore    | Ruolo        |
| 1974                        | Ken Stabler  | Quarterback  |
| 1985                        | Marcus Allen | Running back |
| 2002                        | Rich Gannon  | Quarterback  |

### Vincitori del premio di MVP del Super Bowl
| MVP del Super Bowl con i Raiders |                      |               |
| SB                               | Giocatore            | Ruolo         |
| XI                               | Fred Biletnikoff #25 | Wide receiver |
| XV                               | Jim Plunkett #16     | Quarterback   |
| XVIII                            | Marcus Allen #32     | Running back  |

### Numeri ritirati
L'organizzazione dei Raiders non ritira i numeri di maglia né ufficialmente, né ufficiosamente. Il numero 00, indossato da Jim Otto per tutta la sua carriera, non è più permesso nella NFL. Era stato permesso in origine dalla AFL per una questione di marketing perché la pronuncia di tale numero in inglese era simile a quella del cognome del giocatore ("aught-O").
C'era una speculazione secondo cui il numero 2 sarebbe stato ritirato dalla circolazione: l'ultimo a indossarlo fu JaMarcus Russell nel 2009 ma a causa del pregiudizio del fatto che Russell fu una delle peggior scelte del draft di tutti i tempi nella storia degli sport professionistici americani i Raiders decisero di non farlo indossare a nessun altro. Quando la squadra scelse Terrelle Pryor nel Draft Supplementare del 2011, gli fu assegnato il numero 6 al posto del numero due che indossava alla Ohio State University malgrado quello non fosse utilizzato da alcun giocatore al momento. A Pryor non fu data alcuna spiegazione del perché non avesse ricevuto il proprio numero. Tuttavia Pryor ritornò ad indossare la maglia numero 2 prima dell'inizio della stagione 2013.

### Record di franchigia
| Record in carriera   |                      |        |           |
| Statistica           | Giocatore            | N.     | Stagioni  |
| Yard passate         | Derek Carr           | 35 222 | 2014-2022 |
| Passaggi completi    | Derek Carr           | 3 201  | 2014-2022 |
| TD passati           | Derek Carr           | 217    | 2014-2022 |
| Yard su corsa        | Marcus Allen         | 8 545  | 1982-1992 |
| TD su corsa          | Marcus Allen         | 79     | 1982-1992 |
| Ricezioni            | Tim Brown            | 1 070  | 1988-2003 |
| Yard ricevute        | Tim Brown            | 14 734 | 1988-2003 |
| TD ricevuti          | Tim Brown            | 99     | 1988-2003 |
| TD totali            | Tim Brown            | 104    | 1988-2003 |
| Punti segnati        | Sebastian Janikowski | 1 799  | 2000-2017 |
| Field Goal segnati   | Sebastian Janikowski | 414    | 2000-2017 |
| Yard su punt         | Shane Lechler        | 48 215 | 2000-2012 |
| Yard su rit. kickoff | Chris Carr           | 4 841  | 2005-2007 |
| Yard rit. punt       | Tim Brown            | 3 272  | 1988-2003 |
| Intercetti           | Willie Brown         | 39     | 1967-1978 |
| Intercetti           | Lester Hayes         | 39     | 1977-1986 |
| Sack                 | Greg Townsend        | 107,5  | 1983-1997 |
| Vittorie da all.     | John Madden          | 103    | 1969-1978 |

| Record stagionali    |                 |       |          |
| Statistica           | Giocatore       | N.    | Stagione |
| Yard passate         | Derek Carr      | 4 804 | 2021     |
| TD passati           | Daryle Lamonica | 34    | 1969     |
| Yard su corsa        | Marcus Allen    | 1 759 | 1985     |
| TD su corsa          | Pete Banaszak   | 16    | 1975     |
| Ricezioni            | Brock Bowers    | 112   | 2024     |
| Yard ricevute        | Tim Brown       | 1 408 | 1997     |
| TD ricevuti          | Art Powell      | 16    | 1963     |
| TD totali            | Marcus Allen    | 18    | 1984     |
| Punti segnati        | Daniel Carlson  | 150   | 2021     |
| Field Goal segnati   | Daniel Carlson  | 40    | 2021     |
| Yard su punt         | Marquette King  | 4 930 | 2014     |
| Media yard su punt   | Shane Lechler   | 51,1  | 2009     |
| Yard su rit. kickoff | Chris Carr      | 1 762 | 2006     |
| Yard su rit. punt    | Fulton Walker   | 692   | 1985     |
| Intercetti           | Lester Hayes    | 13    | 1980     |
| Sack                 | Derrick Burgess | 16,0  | 2005     |

### All-Pro
I seguenti giocatori sono stati inseriti nella formazione ideale della stagione All-Pro mentre militavano nei Raiders. In grassetto i giocatori che fanno ancora parte della franchigia.
- Quarterback Daryle Lamonica, Rich Gannon, Ken Stabler (2)
- Running back Clem Daniels (4), Marcus Allen (3), Josh Jacobs (1)
- Fullback Hewritt Dixon, Marcel Reece (1)
- Wide receiver Cliff Branch (3), Tim Brown, Fred Biletnikoff (2), Art Powell, Davante Adams (1)
- Tight end Dave Casper, Todd Christensen (4), Billy Cannon (2), Brock Bowers
- Off. tackle Art Shell (4), Harry Schuh, Lincoln Kennedy (2)
- Guard Gene Upshaw (5), Steve Wisniewski (2), Kelechi Osemele (1)
- Center Jim Otto (10), Barret Robbins (1)
- Defensive end Howie Long, Khalil Mack (2), Ben Davidson (1)
- Defensive tackle Tom Keating, Dan Birdwell, Bill Pickel, Chester McGlockton, Darrell Russell (1)
- Linebacker Ted Hendricks (3), Rod Martin, Archie Matsos, Khalil Mack (1)
- Cornerback Willie Brown, Nnamdi Asomugha (4), Dave Grayson, Charles Woodson (3), Fred Williamson, Kent McCloughan, Mike Haynes (2), Lester Hayes (1)
- Safety Tom Morrow, Ronnie Lott, Rod Woodson, Charles Woodson (1)
- Kicker Jeff Jaeger, Daniel Carlson (1)
- Punter Shane Lechler (6), Ray Guy (3), A.J. Cole (2), Jeff Gossett (1)

### Giocatori selezionati per il Pro Bowl
I seguenti giocatori sono stati convocati per l'annuale Pro Bowl mentre militavano nei Raiders. In grassetto i giocatori che fanno ancora parte della franchigia.
- Quarterback Daryle Lamonica, Ken Stabler, Rich Gannon, Derek Carr (4), Cotton Davidson, Tom Flores, George Blanda, Jeff Hostetler (1)
- Running back Marcus Allen (5), Clem Daniels (4), Marv Hubbard (3), Josh Jacobs (2), Kenny King, Greg Pruitt, Bo Jackson, Latavius Murray(1)
- Fullback Hewritt Dixon (4), Marcel Reece (4), Alan Miller (1)
- Wide receiver Tim Brown (9), Fred Biletnikoff (6), Art Powell, Cliff Branch (4), Warren Wells, Amari Cooper (2), Jerry Rice, Davante Adams, Hunter Renfrow (1)
- Tight end Dave Casper, Todd Christensen (5), Raymond Chester (4), Brock Bowers, Billy Cannon, Ethan Horton, Zach Miller, Jared Cook, Darren Waller (1)
- Offensive tackle Art Shell (8), Harry Schuh, Lincoln Kennedy (3), Henry Lawrence, Donald Penn (2), Bob Brown (1)
- Guard Steve Wisniewski (8), Gene Upshaw (7), Wayne Hawkins (5), Kelechi Osemele (2), Max Montoya, Kevin Gogan (1)
- Centro Jim Otto (12), Don Mosebar (3), Rodney Hudson (2), Dave Dalby, Barret Robbins (1)
- Defensive end Howie Long (8), Maxx Crosby (4), Ben Davidson, Khalil Mack (3), Derrick Burgess, Greg Townsend (2), Ike Lassiter (1)
- Defensive tackle Chester McGlockton (4), Tom Keating, Darrell Russell, Richard Seymour (2), Dave Costa, Dan Birdwell, Otis Sistrunk (1)
- Linebacker Phil Villapiano, Ted Hendricks (4), Dan Conners (3), Rod Martin (2), Archie Matsos, Gus Otto, Matt Millen, Denzel Perryman (1)
- Cornerback Willie Brown (7), Lester Hayes, Terry McDaniel (5), Charles Woodson (4), Fred Williamson, Dave Grayson, Mike Haynes, Nnamdi Asomugha (3), Kent McCloughan (2)
- Safety Jack Tatum (3), George Atkinson, Vann McElroy (2), Charles Woodson, Ronnie Lott, Rod Woodson, Reggie Nelson (1)
- Kicker Jeff Jaeger, Sebastian Janikowski (1)
- Punter Ray Guy, Shane Lechler (7), A.J. Cole (3), Jeff Gossett (1)
- Long snapper Jon Condo (2)

## La squadra
- Roster sul sito ufficiale della NFL, su NFL.com.
- Roster sul sito ufficiale dei Las Vegas Raiders, su Raiders.com.

| Roster dei Las Vegas Raiders |
| --- |
| Quarterback - 5 Cam Miller - 12 Aidan O'Connell - 7 Geno Smith Running Back - 35 Chris Collier - 2 Ashton Jeanty - 23 Dylan Laube - 28 Sincere McCormick - 31 Raheem Mostert - 3 Zamir White Wide Receiver - 81 Alex Bachman - 18 Jack Bech - 13 Phillip Dorsett - 85 Ketron Jackson Jr. - 4 Shedrick Jackson - 17 Collin Johnson - 19 Tommy Mellott - 16 Jakobi Meyers - 15 Kyle Philips - 10 Dont'e Thornton - 1 Tre Tucker - 83 Seth Williams Tight End - 89 Brock Bowers - 86 Pat Conroy - 84 Qadir Ismail - 87 Michael Mayer - 46 Carter Runyon - 88 Justin Shorter - 80 Ian Thomas Offensive Linemen - 72 Gottlieb Ayedze LT - 65 Alex Cappa G - 70 Parker Clements RT - 71 Delmar Glaze RT - 60 Charles Grant T - 64 Jarrod Hufford C - 56 Atonio Mafi G - 61 Jordan Meredith G - 74 Kolton Miller LT - 77 Thayer Munford RT - 66 Dylan Parham RG - 58 Jackson Powers-Johnson C - 67 Will Putnam C - 76 Caleb Rogers G - 78 Dalton Wagner RT Defensive Linemen - 73 Tank Booker DT - 69 Adam Butler DT - 99 Andre Carter II DE - 93 Zachary Carter DT - 75 Keondre Coburn DT - 98 Maxx Crosby DE - 95 Leki Fotu DT - 91 Jahfari Harvey DE - 97 Tonka Hemingway DT - 59 Jah Joyner DE - 51 Malcolm Koonce DE - 96 Jonah Laulu DT - 68 Treven Ma'ae DT - 90 Ovie Oghoufo DE - 92 JJ Pegues DT - 49 Charles Snowden DE - 79 Laki Tasi DL - 9 Tyree Wilson DE Linebacker - 43 Michael Barrett MLB - 44 Tommy Eichenberg MLB - 53 Amari Gainer OLB - 42 Matt Jones MLB - 55 Cody Lindenberg MLB - 57 Germaine Pratt OLB - 52 Elandon Roberts MLB - 54 Jaylon Smith MLB - 45 Devin White OLB Defensive Back - 33 Jamal Adams S - 0 Jakorian Bennett CB - 11 Jeremy Chinn SS - 38 Hudson Clark S - 34 Thomas Harper SS - 30 Darnay Holmes CB - 39 John Humphrey CB - 32 Lonnie Johnson Jr. S - 36 Kyu Blu Kelly CB - 20 Isaiah Pola-Mao FS - 26 Darien Porter CB - 25 Decamerion Richardson CB - 29 Christopher Smith II SS - 22 Eric Stokes CB - 37 Trey Taylor FS - 41 Greedy Vance CB - 27 Sam Webb CB - 40 JT Woods S Special Team - 50 Jacob Bobenmoyer LS - 8 Daniel Carlson K - 6 A.J. Cole P Roster aggiornato al 25 luglio 2025 91 attivi |
| Legenda - I rookie sono in corsivo. - Il primo ruolo è il principale mentre gli eventuali successivi indicano i ruoli secondari. - (IR) sta per Injured Reserve ed indica la lista ristretta per un solo giocatore infortunato che può tornare ad allenarsi dopo la settimana 6 e a rientrare in prima squadra dopo che questa ha giocato 8 partite. - (NF-Inj.) / (NF-Ill.) stanno rispettivamente per Non-Football Injured e Non-Football Illness ed indicano le liste dove viene inserito un giocatore che ha un infortunio o una malattia non dipendente dal football americano. - (PUP) sta per Physically Unable to Perform ed indica la lista dove viene inserito un giocatore mentre è in attesa di recuperare la condizione fisica. Nella stagione regolare dopo la sesta partita giocata dalla propria squadra, il giocatore ha tempo tre settimane per riprendere ad allenarsi, più tre settimane aggiuntive dal suo rientro agli allenamenti per rientrare in prima squadra. |

## Staff
| Staff dei Las Vegas Raiders |
| --- |
| Organi dirigenziali - Proprietario – Mark Davis (90%), Tom Brady (10%) - Presidente – Sandra Douglass Morgan - General manager – John Spytek - Assistente general manager – Champ Kelly - Vice presidente senior/direttore dell'amministrazione del football – Tom Delaney - Vice presidente senior per le operazioni e la strategia – Mark Thewes - Direttore senior del personale sportivo – JoJo Wooden - Direttore del personale professionistico – Dwayne Joseph - Direttore dei sistemi del football – Brad Goldsberry - Direttore scouting di college – Brandon Yeargan - Consulente senior del personale – Shaun Herock - Consulente senior per lo scouting nazionale – Lenny McGill Capo allenatore - Pete Carroll - Vice Presidente Senior Coaching operations – Matt Capurro Altri allenatori - Preparatore atletico – AJ Neibel - Assistente p.a. – D'Anthony Batiste - Assistente p.a. – Deuce Gruden - Assistente p.a. – Rick Slate Allenatori dell'attacco - Coordinatore offensivo – Chip Kelly - Assistente senior dell'attacco – Bob Bicknell - Coordinatore del gioco sulle corse/offensive line – Brennan Carroll - Quarterback – Greg Olson - Assistente quarterback – Nate Carroll - Running back – Deland McCullough - Wide receiver – Chris Beatty - Tight end – Luke Steckel - Assistente offensive line – Andy Dickerson - Assistente senior attacco – Joe Philbin - Assistente attacco – Sean Binckes - Qualità del gioco offensivo – Kyle Fuller Allenatori della difesa - Coordinatore difensivo – Patrick Graham - Assistente difesa – Rip Rowan - Coordinatore del gioco sulle corse/defensive line – Rob Leonard - Coordinatore del gioco sui passaggi/defensive back – Joe Woods - Linebacker – John Glenn - Assistente linebacker – Ty McKenzie - Defensive back – Marcus Robinson - Assistente defensive back – Matt Feeney - Qualità del gioco difensivo – Beyah Rasool Allenatori dello special team - Coordinatore special team – Tom McMahon - Assistente special teams – Kade Rannings - Qualità del gioco degli special teams – Derius Swinton II |